# Ateneum (czasopismo)
Ateneum – warszawskie czasopismo ukazujące się w latach 1876–1901, nawiązujące tytułem do pisma „Athenaeum” i mające w swoim zamierzeniu integrować uczonych różnych dziedzin, zapewniać edukację społeczeństwa i informować o dokonaniach europejskiego ruchu umysłowego.

## Charakterystyka
Założycielem czasopisma był Ignacy Baranowski, a redaktorami byli: Herman Benni, Włodzimierz Spasowicz, Piotr Chmielowski, Stanisław Wydżga, Teodor Jeske-Choiński i Ignacy Chrzanowski. Drukowane było w oficynie Józefa Ungra.
„Ateneum” drukowało artykuły poświęcone filozofii (autorstwa m.in. Franciszka Krupińskiego), psychologii (pisane m.in. przez Juliana Ochorowicza), historii polskiej i powszechnej, wydarzeniom współczesnym (m.in. korespondencje ze Szwajcarii nadsyłane przez Bolesława Limanowskiego), literaturze współczesnej i dawnej, podróżom, sztuce, a także recenzje i teksty literackie.